# Battaglia di Noreia
La battaglia di Noreia fu combattuta nel 113 a.C. dall'esercito dei Cimbri contro i romani comandati da Gneo Papirio Carbone.
Nonostante i Cimbri fossero stati presi in trappola con l'inganno, essi si ripresero rapidamente dalla sorpresa e sbaragliarono l'esercito romano, che non subì l'annientamento totale solo grazie al sopraggiungere di un temporale.

## Contesto storico
La potenza dei Celti in Europa stava declinando nel corso del II - I secolo a.C., e questo anche ad opera dei Romani che avevano inferto numerose sconfitte a queste popolazioni in Italia, nel 295 a.C. (Battaglia di Sentino), nel 283 a.C. (Battaglia del lago Vadimone), nel 225 a.C. (Battaglia di Talamone), nel 222 a.C. (Battaglia di Clastidium). Sicuramente le disfatte più gravi si ebbero nel periodo compreso tra la sconfitta di Annibale nel 202 a.C. (i Galli avevano stretto alleanza con i Cartaginesi) e la sottomissione della Gallia Narbonense terminata nel 118 a.C. Anche le rivalità interne tra le varie tribù celtiche ne avevano minato la compattezza, tanto che, verso il 130 a.C. i Germani che erano sottomessi ai Celti si affrancarono e cominciarono a premere per attraversare il fiume Reno ed invadere la Gallia. Da alcune analisi, infatti, gli storici sono giunti alla conclusione che, se la Gallia non fosse caduta in mano ai Romani nel 52 a.C., sarebbe - con ogni probabilità - stata soggiogata dai Germani, forse da Ariovisto in persona. Alcune tribù galliche, infatti, chiesero espressamente l'aiuto di Giulio Cesare per proteggersi da Ariovisto, stando a quanto tramandato nei Commentarii De bello Gallico. Il vuoto di potere nell'Europa renana e danubiana era reale in questo periodo ed i Celti erano troppo deboli per poter controllare queste regioni come riuscivano a fare solamente due secoli prima. E questo vuoto di potere venne colmato da popolazioni germaniche provenienti dalle attuali Svezia, Danimarca, Polonia. Anche in questa grande migrazione i Germani si spostavano con mogli, carriaggi e mandrie, ma non lasciavano dietro di loro il vuoto, bensì una serie di insediamenti, di alleanze e di popolazioni amiche che fanno assomigliare questa avanzata quasi ad un grande progetto di conquista e colonizzazione assieme. Questo, almeno nella prima fase, perché la lunga guerra coi Romani mutò probabilmente il loro originario progetto. Con ogni probabilità, Cimbri e Teutoni non miravano a scontrarsi coi Romani, di cui certamente avevano avuto notizie circa l'abilità guerriera. Forse il disegno dei Germani era quello di attraversare il fiume Danubio e stanziarsi nei Balcani, il che era ugualmente intollerabile ai Romani che avevano assoggettato la Grecia e buona parte dell'Illiria. I Romani non conoscevano i Germani direttamente, bensì solo indirettamente dai racconti dei Galli e, con ogni probabilità, associavano i due popoli in un'unica grande famiglia.

## La battaglia
I Romani, come di consuetudine, intavolarono trattative coi Germani, ma non si giunse ad una conclusione soddisfacente. I Germani chiedevano terre coltivabili e sicure, ma non erano disposti a far atto di sottomissione ai Romani. Pertanto, il primo incontro diretto tra Romani e Germani si risolse in un nulla di fatto. A questo punto, il console Papirio Carbone, che comandava le legioni romane in quella parte d'Europa, ingiunse ai Cimbri, in maniera perentoria, di ripassare il Danubio e di tornare da dove erano venuti. Rotte le trattative, fu necessario il ricorso alla guerra. Nel frattempo i Romani avevano radunato in gran fretta tutte le truppe disponibili in quel settore d'Europa ed il loro esercito ammontava probabilmente a circa 30 000 uomini, meno della metà degli effettivi dei Cimbri. Altre volte i romani, seppur inferiori numericamente, avevano sbaragliato i Celti, grazie alla superiorità in disciplina ed armamenti. Ma i Germani erano, a differenza dei Galli, assai più tenaci, specialmente negli scontri ravvicinati. Essi, inoltre, non si sbandavano così facilmente come facevano i Celti.

La battaglia si svolse nella primavera del 113 a.C., presso Noreia, non distante dall'odierna città di Klagenfurt in Austria. Durò un'intera giornata ed al termine i Romani lasciarono sul campo circa 24 000 morti. Non si conoscono con esattezza i dettagli dello scontro, seppure alcune considerazioni possono esser dedotte a posteriori. La regione, all'epoca, era densamente costellata di foreste, e con ogni probabilità, in base agli usi e costumi dei Germani, il primo attacco si delineò come una fulminea imboscata tesa dai Cimbri alla colonna delle legioni romane. In realtà, a quanto attestato, i Romani erano d'accordo coi Taurisci, popolazione indigena loro alleata, di attirare i Cimbri in una trappola. I Romani avrebbero attaccato i Germani nel loro campo al calar del sole, sorprendendo i barbari nel sonno. Ma, con ogni probabilità, i Cimbri ebbero il sentore di quanto premeditato dai nemici. I Romani, forti dell'alleanza con gli indigeni (Noreia era la città principale del Norico), non soffrivano troppo per la lontananza dalle loro basi operative. Le truppe romane, quindi, erano fresche, ben addestrate e rifornite e provviste di guide locali. Con ogni probabilità, quindi, la fanteria romana non ebbe il tempo di dispiegarsi nel classico ordine di battaglia, e questo fu il punto debole dello schieramento romano. Ben diversamente, invece, la cavalleria romana, superiore in numero ed in addestramento a quella cimbra, non ebbe difficoltà a metter in fuga il nemico ed a piombare alle spalle della fanteria barbara, anche se oramai, a livello di fanteria, i Romani stavano cedendo pericolosamente. Per di più, a sera, sul campo si scatenò un uragano, che rese la pianura impraticabile e la cavalleria inservibile.

Così i resti dell'esercito romano, nonostante le perdite subite, poterono ritirarsi con ordine dal campo di battaglia, rifugiandosi nel campo fortificato. I Cimbri, padroni del campo, non possedendo macchine d'assedio (assedio che, d'altronde, non era nei loro usi), rinunciarono a stanare i Romani superstiti.

## Conseguenze
I Romani furono sconfitti sul campo, ma i Cimbri non riuscirono a sfruttare la vittoria. Infatti, la battaglia era costata molto cara anche a loro in termini di morti e feriti. Pertanto, i Romani riuscirono a sventare l'invasione dei Balcani e dell'Italia (dove non erano presenti altre legioni per difendere la Pianura Padana). I Germani, infatti, di lì a qualche giorno, ripassarono il Danubio e stazionarono per mesi nell'attuale Baviera, in attesa di dirigersi verso un territorio meno ostico. Questo fu individuato nella Gallia, ma anche in quest'area essi avrebbero dovuto scontrarsi nuovamente coi Romani, in quanto i Cimbri sarebbero giunti ad invadere le terre dei Galli Allobrogi, alleati di Roma. Si concretizzarono, pertanto, tutte le premesse per il successivo scontro, nel 105 a.C. presso Arausium (Battaglia di Arausio, presso l'attuale Orange, nella Francia Centrale).